# سامانثا رولي
سامانثا رولي (بالإنجليزية: Samantha Rowley)‏ هي عارضة وممثلة بريطانية، ولدت في 30 يناير 1988 في إنجلترا في المملكة المتحدة.